# 摩納哥親王群島

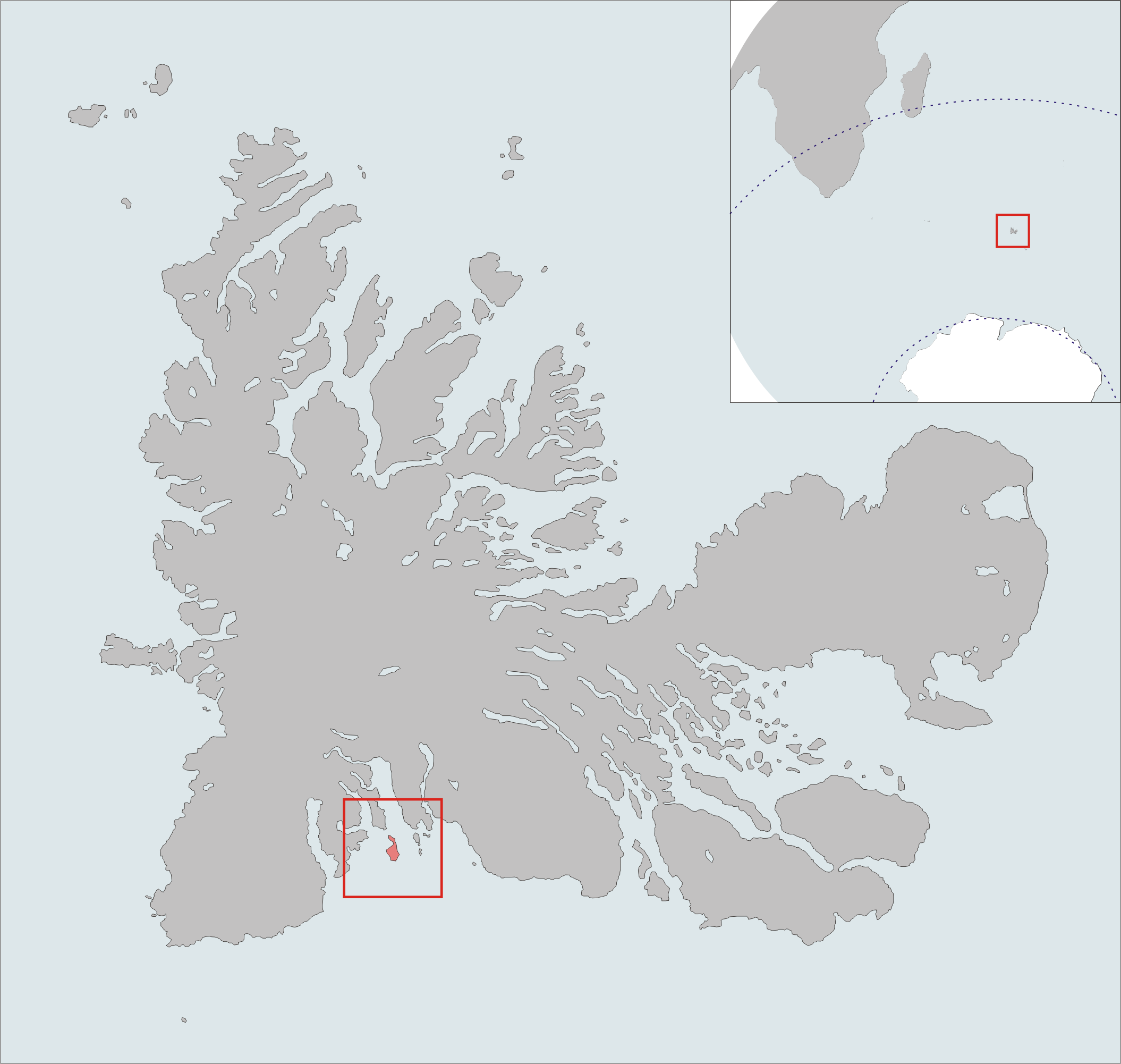

49°36′S 69°14′E / 49.600°S 69.233°E
摩納哥親王群島（法語：Îles du Prince-de-Monaco，發音：[il dy pʁɛ̃s də mɔnako]）是南極洲的群島，屬於凱爾蓋朗群島的一部分，由法屬南部領地負責管轄，最高點海拔高度321米，島上無人居住。